# Глумово
Вижте пояснителната страница за други значения на Глумово.
Глумово е село в Южна България. То се намира в община Ивайловград, област Хасково.

## Културни и природни забележителности
- Край село Глумово се намира местността Илиева нива, където всяка година около 1 юни се провежда национален тракийски събор в памет на изкланите от турците 200 пеленачета в 1913 г.